# Choszczno (gromada)
Choszczno (do 31 XII 1961 Zamęcin) – dawna gromada, czyli najmniejsza jednostka podziału terytorialnego Polskiej Rzeczypospolitej Ludowej w latach 1954–1972.
Gromady, z gromadzkimi radami narodowymi (GRN) jako organami władzy najniższego stopnia na wsi, funkcjonowały od reformy reorganizującej administrację wiejską przeprowadzonej jesienią 1954 do momentu ich zniesienia z dniem 1 stycznia 1973, tym samym wypierając organizację gminną w latach 1954–1972.
Gromadę Choszczno z siedzibą GRN w mieście Choszcznie (nie wchodzącym w jej skład) utworzono 1 stycznia 1962 w powiecie choszczeńskim w woj. szczecińskim w związku z przeniesieniem siedziby gromady Zamęcin z Zamęcina do Choszczna i zmianą nazwy jednostki na gromada Choszczno; równocześnie do gromady Choszczno włączono miejscowości Wardynka, Wardyń, Raduń, Baczyn, Skrzypiec, Smoleń i Przywodzie ze zniesionej gromady Korytowo w tymże powiecie.
1 stycznia 1969 do gromady Choszczno włączono miejscowości Chełpa, Nieborza, Radlice, Roztocze, Sułowo i Witoszyn ze zniesionej Pomień w tymże powiecie.
1 stycznia 1972 do gromady Choszczno  włączono tereny o powierzchni 895,56 ha z miasta Choszczno w tymże powiecie.
Gromada przetrwała do końca 1972 roku, czyli do kolejnej reformy gminnej. 1 stycznia 1973 w powiecie choszczeńskim utworzono gminę Choszczno